# Wesley Marquette
Wesley Marquette est un footballeur né le 8 janvier 1982 à Maurice, qui joue actuellement au poste d'attaquant.

## Arrivée à La Réunion
Wesley arrive en 2010 à La Réunion et signe à La Capricorne en provenance du Curepipe Starlight SC. 
Après une saison modeste, les déboires du club et une relégation en D2R, le Mauricien signe en 2011 à l'AS Possession club promu en D1P. Il est laissé libre par le club possessionais en début d'année 2012.

## Palmarès
- Champion de Maurice en 2007,2008 et 2009 avec le Curepipe Starlight SC
- Vainqueur de la Coupe de Maurice en 2008 avec le Curepipe Starlight SC
- Vainqueur de la Coupe de la République en 2007 et 2008 avec le Curepipe Starlight SC